# إيل فولو
إيل فولو (بالإنجليزية: Il Volo) هي فرفة بوب أوبرالي إيطالية تتكون من الثلاثي بييرو بورون، إعنازيو بوشيتو، وجينالوكا غينبولي.

## وصلات خارجية
- إيل فولو على موقع IMDb (الإنجليزية)
- إيل فولو على موقع ميوزك برينز (الإنجليزية)
- إيل فولو على موقع أول ميوزيك (الإنجليزية)
- إيل فولو على موقع ديسكوغز (الإنجليزية)